# Derek Smith
Derek Ervin Smith (Hogansville, 1º novembre 1961 – Bermuda, 10 agosto 1996) è stato un cestista e allenatore di pallacanestro statunitense, professionista nella NBA.
Era il padre di Nolan Smith.

## Carriera
Venne selezionato dai Golden State Warriors  al secondo giro del Draft NBA 1982 (35ª scelta assoluta).
Con gli Stati Uniti disputò le Universiadi di Bucarest 1981.

## Palmarès
- Campione NCAA (1980)